# Гросзигхартс
Гросзигхартс (нем. Groß-Siegharts) — город  в Австрии, в федеральной земле Нижняя Австрия. 
Входит в состав округа Вайдхофен.  Население составляет 2791 человек (на 1 января 2012 года). Занимает площадь 44,27 км². Официальный код  —  32207.

## Политическая ситуация
Бургомистр коммуны — Маурике Андрош (СДПА) по результатам выборов 2010 года.
Совет представителей коммуны (нем. Gemeinderat) состоит из 23 мест.
- СДПА занимает 14 мест.
- АНП занимает 8 мест.
- АПС занимает 1 место.

## Города-партнёры
- Дачице (Чехия)
- Гаминг (Австрия)
- Понятова (Польша)